# 伍席源
伍席源（1946年6月—），男，汉族，四川遂宁人，中华人民共和国政治人物，曾任中共贵州省委统战部部长，贵州省政协副主席，第九、十届全国政协委员。